# Svinhamn

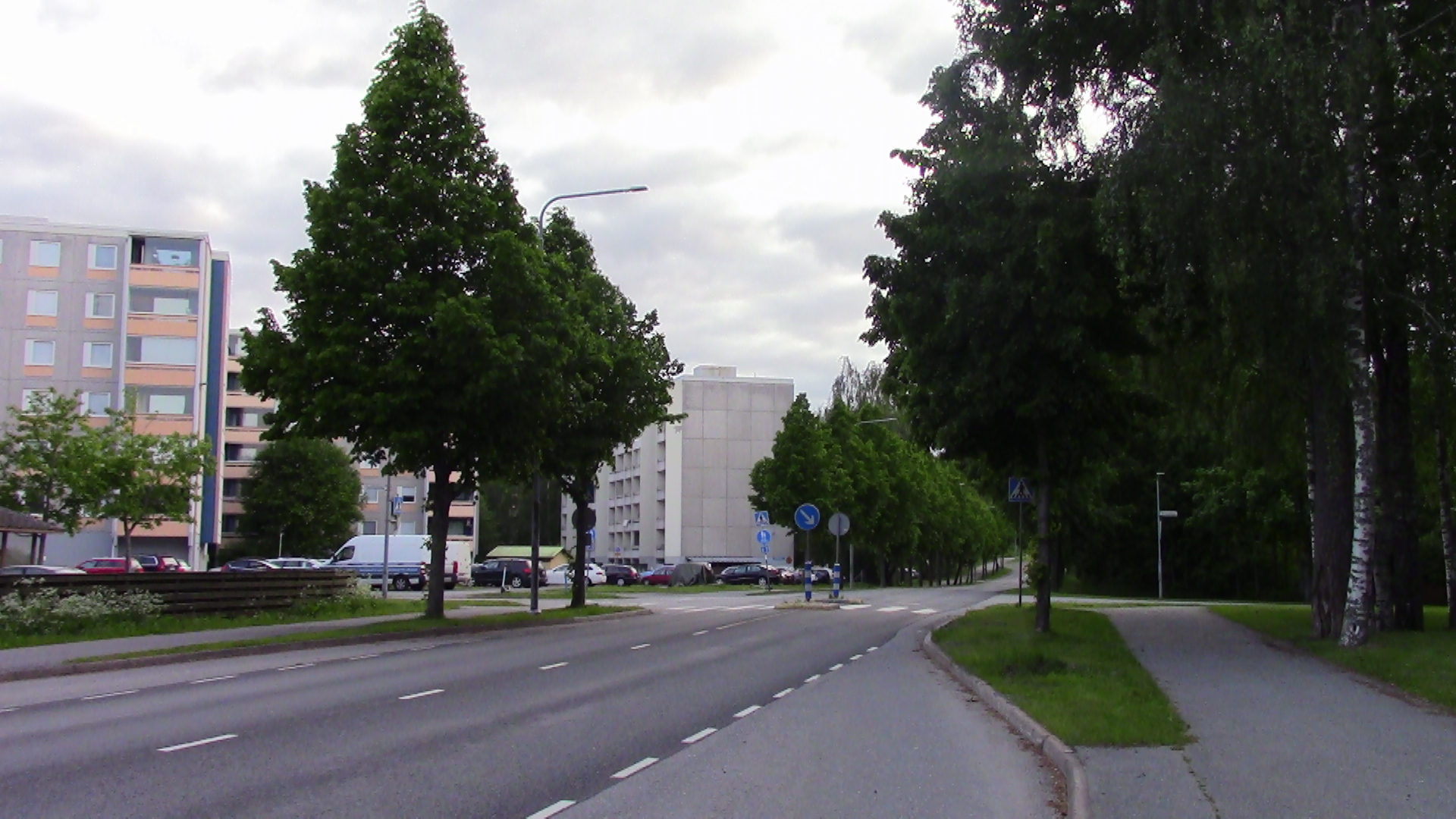
Svinhamnsvägen i Svinhamn.

Svinhamn eller vanligar också på svenska Pihlava (fi. Pihlava) är stadsdel nr. 36 i Björneborg. Svinhamn ligger i området Havs-Björneborg och har 1 422 invånare (2016).